# Мікроморт
Мікроморт — одиниця вимірювання ризику, що дорівнює ризику, за якого ймовірність смерті дорівнює одній мільйонній. Використовують для вимірюввання ризику щоденних дій людини. Мікроймовірність у цій концепції — ймовірність будь-якої події, що дорівнює 1/1000000, а мікроморт — це мікроймовірність смерті. Поняття запропонував Рональд Говард, який увів його в практику аналізу рішень.

## Середні значення
Середня ймовірність смерті на день може бути розрахована зі середньої тривалості життя: якщо взяти тривалість життя за 70 років, то це означає, що одна смерть припадатиме на 25 500 прожитих днів (70 × 365 = 25 550).
Кількість мікромортів на день можна розрахувати, розділивши 1 мільйон на цю кількість днів, тобто в цьому випадку одна людина витрачає 39 мікромортів на день, або 1,63 мікромортів на годину. Це середні числа для всієї популяції, які можуть змінюватись в залежності від різних параметрів, таких як стать, вік, спосіб життя.
Альтернативний спосіб розрахувати кількість мікромортів — взяти кількість померлих за день (для Великої Британії — близько 2500) та поділити на загальну кількість населення (60 млн), що дає результат 41,6 мікромортів.
Ці числа включають усі випадки смерті, спричинені як природними причинами, так і нещасними випадками. У Великій Британії близько 50 чоловік на день помирає від нещасних випадків.

### Додаткові фактори
Дії, що збільшують ймовірність смерті приблизно на один мікроморт:
- Вживання 0,5 л вина (цироз печінки)
- Вживання 1,4 сигарети (рак, серцеві хвороби)
- Перебування у вугільній шахті протягом 1 год (хвороби легень)
- Перебування у вугільній шахті протягом 3 годин (нещасний випадок)
- Проживання в Нью-Йорку або Бостоні протягом 2 днів у 1979 році (забруднення повітря)
- Проживання з курцем протягом 2 місяців (рак, серцеві хвороби)
- Вживання 100 стейків на вугіллі (рак від бензопірену)
- Пересування на каное протягом 6 хв (приблизно 1 км при середній швидкості каное 8-10 км/год) (нещасний випадок)
- Пересування на 27 км пішки (нещасний випадок)[5]
- Пересування на 10 км на мотоциклі (нещасний випадок)[6]
- Пересування на 16 кілометрів на велосипеді[3] (або 32 км[5]) (нещасний випадок)
- Пересування на 370 км на автомобілі (або 402 км[5]) (нещасний випадок)[6]
- Пересування на 9656 км поїздом (нещасний випадок)[6]
- Переліт на 1600 км літаком (нещасний випадок)
- Переліт на 10 тис. км літаком (рак від підвищеного радіаційного фону)[7]
- Переліт на 19 тис. км літаком США (тероризм)[8].

- Політ на дельтаплані — 8 мікромортів за політ[6]
- Дайвінг — 4,72 мікромортів за занурення[9]
- Стрибок із парашутом (у США) — 7 мікромортів за стрибок[10]
- Катання на коні — 0,5 мікроморта
- Екстазі (MDMA) — < 0,5 мікроморта[11]
- Лижний спорт (1 день) — 0,5 мікроморта[5]